# Liste von Söhnen und Töchtern der Stadt Porto Alegre
Die Liste von Söhnen und Töchtern der Stadt Porto Alegre zählt Personen auf, die in der Hauptstadt des brasilianischen Bundesstaates Rio Grande do Sul geboren wurden. Die Liste erhebt keinen Anspruch auf Vollständigkeit.

## 19. Jahrhundert
- Florêncio Carlos de Abreu e Silva (1839–1881), Rechtsanwalt, Journalist, Autor und Politiker
- Ricardo Bahre (1848–1913), deutscher Architekt
- Pedro Weingärtner (1853–1929), Maler
- Roberto Landell de Moura (1861–1928), Priester und Erfinder
- Rudolf Huch (1862–1943), Jurist, Essayist und Autor
- Carlos Martins Pereira e Souza (1884–1965), Diplomat
- Karl Hanssen (1887–1916), deutscher Fußballspieler
- Luís Carlos Prestes (1898–1990), kommunistischer Politiker, Ehemann von Olga Benario
- Hermann Brügelmann (1899–1972), deutscher Kommunalpolitiker

## 20. Jahrhundert
- Nestor Souto de Oliveira (1900–1988), General und Diplomat
- Athos Damasceno Ferreira (1902–1975), Historiker, Autor und Journalist
- Augusto Meyer (1902–1970), Schriftsteller deutscher Abstammung
- Chinita Ullmann (1904–1977), Tänzerin
- Mário Meneghetti (1905–1969), Mediziner und Politiker
- Radamés Gnattali (1906–1988), Musiker und Komponist
- Guido Frederico João Pabst (1914–1980), Botaniker
- José Lutzenberger (1926–2002), deutsch-brasilianischer Politiker und Umweltaktivist
- Breno Mello (1931–2008), Schauspieler und Fußballspieler
- Nelson Ivan Petzold (1931–2018), Designer und Architekt
- Lily Safra (1934–2022), monegassisch-brasilianische Philanthropin
- Luís Fernando Veríssimo (* 1936), Schriftsteller, Kolumnist und Comicautor
- Moacyr Scliar (1937–2011), Schriftsteller
- Ronaldo Schmitz (* 1938), Manager und Banker
- Carlos Nejar (* 1939), Schriftsteller
- Regina Silveira (* 1939), Malerin, Grafikerin, Videografikerin und Lehrerin
- Roberto Szidon (1941–2011), Pianist
- Everaldo Marques da Silva, alias Everaldo (1944–1974), Fußballspieler
- Geraldo Flach (1945–2011), Pianist, Komponist und Arrangeur
- Elis Regina (1945–1982), Sängerin
- Nenê (* 1947), Schlagzeuger und Komponist
- Karin Rosenbaum (* 1954), deutsch-brasilianische Bildhauerin und Grafikerin
- Ricardo de Souza Rosa (* 1954), Ichthyologe
- Zé do Rock (* 1956), Schriftsteller
- Marcia Barbosa (* 1960), Physikerin
- Wander Wildner (* 1960), Rockmusiker
- Marco Zingano (* 1960), Philosoph und Philosophiehistoriker
- Adriana Calcanhotto (* 1965), Sängerin
- Paulo Scott (* 1966), Dichter und Autor
- Ernesto Araújo (* 1967), Diplomat
- Marcelo Baumbach (* 1967), Diplomat
- Stefanje Weinmayr (* 1969), deutsche Kunsthistorikerin
- Paula Diehl (* 1970), deutsche Politik- und Kommunikationswissenschaftlerin
- Ulrike Mühlschlegel (* 1970), deutsche Sprachwissenschaftlerin (Romanistin) und Bibliothekarin
- Paulo Oppliger (* 1971), chilenischer Skirennläufer
- Michel Laub (* 1973), Schriftsteller
- Rafinha Bastos (* 1976), Comedian, Talkshowmoderator, Basketballspieler und Schauspieler
- Fernanda Lima (* 1977), Fernsehmoderatorin, Schauspielerin und Model
- Manuela d’Ávila (* 1981), Politikerin
- Tainá Müller (* 1982), Filmschauspielerin
- Filipe Matzembacher (* 1988), Filmemacher

### Sportler im 20. Jahrhundert
- Octacílio Pinheiro Guerra (1909–1967), Fußballspieler
- Luis dos Santos Luz (1909–1989), Fußballspieler
- Adãozinho (1923–1991), Fußballspieler
- Salvador (1931–1973), Fußballspieler
- Paulo de Almeida Ribeiro (1932–2007), Fußballspieler
- Dorval Rodrigues (1935–2021), Fußballspieler
- Valmir Louruz (1944–2015), Fußballspieler und -trainer
- Flávio Minuano (* 1944), Fußballspieler
- Celso Scarpini (1944–2022), Basketballspieler
- Thomaz Koch (* 1945), Tennisspieler
- Jose Luiz Ferreira Rodrigues (* 1946), Fußballspieler und -trainer
- Valdir Espinosa (1947–2020), Fußballtrainer
- Beto Almeida (* 1955), Fußballtrainer
- Renato Borghetti (* 1963), Musiker
- Carlos Kaiser (* 1963), Fußballspieler
- Roberto Assis (* 1971), Fußballspieler
- Paulo Oppliger (* 1971), chilenischer Skirennläufer
- Marcelo Mabilia (* 1972), Fußballspieler und -trainer
- Emerson Thome (* 1972), Fußballspieler
- Wágner Pires de Almeida (* 1973), Fußballspieler
- Tomas Behrend (* 1974), deutsch-brasilianischer Tennisspieler
- Aírton Graciliano dos Santos (* 1974), Fußballspieler
- Celso Vieira (* 1974), Fußballspieler
- Christian Corrêa Dionisio (* 1975), Fußballspieler
- Marcelo Rosa da Silva (* 1976), Fußballspieler
- Carolina Albuquerque (* 1977), Volleyballspielerin
- Vinícius Conceição da Silva (* 1977), Fußballspieler
- Tinga (* 1978), Fußballspieler
- Giovanni Vescovi (* 1978), Schachgroßmeister
- André Jardine (* 1979), Fußballtrainer
- Fernanda Oliveira (* 1980), Regattaseglerin
- Gisele de Oliveira (* 1980), Dreispringerin
- Ronaldinho (* 1980), Fußballspieler
- Tatiele Silveira (* 1980), Fußballspielerin und Trainerin
- Felipe Nunes (* 1981), Fußballspieler
- André Ghem (* 1982), Tennisspieler
- Daniel Vier (* 1982), Fußballspieler
- Rodrigo Alvim (* 1983), Fußballspieler
- Cássio Barbosa (* 1983), Fußballspieler
- Rodrigo de Oliveira (* 1985), Fußballspieler
- Kerley Becker (* 1986), Volleyballspielerin
- Maurine Dorneles Gonçalves (* 1986), Fußballspielerin
- Vítor Júnior (* 1986), Fußballspieler
- Fernanda Rodrigues (* 1986), Volleyballspielerin
- Luiz Adriano (* 1987), Fußballspieler
- Felipe Klein (* 1987), Fußballspieler
- Anderson Luís de Abreu Oliveira (* 1988), Fußballspieler
- Thayse Cruz (* 1988), Badmintonspielerin
- Vítor Faverani (* 1988), Basketballspieler
- Matías Aguirregaray (* 1989), uruguayischer Fußballspieler
- Leandro Damião (* 1989), Fußballspieler
- Edenílson (* 1989), Fußballspieler
- Paulo Magalhães (* 1989), brasilianisch-chilenischer Fußballspieler
- Fabrício Neis (* 1990), Tennisspieler
- Guilherme Sityá (* 1990), Fußballspieler
- Oscar (* 1991), Fußballspieler
- Guilherme Clezar (1992), Tennisspieler
- Gerson (* 1992), Fußballspieler
- Eduardo Sasha (* 1992), Fußballspieler
- Jefferson Assis (* 1994), Fußballspieler
- Guilherme Biteco (* 1994), Fußballspieler
- Matheus Biteco (1995–2016), Fußballspieler
- Rafael Matos (* 1996), Tennisspieler
- Pedro Raul (* 1996), Fußballspieler
- Raphinha (* 1996), Fußballspieler
- Tatiana Weston-Webb (* 1996), Surferin
- Allan (* 1997), Fußballspieler
- Daniel Cargnin (* 1997), Judoka
- Lincoln Henrique (* 1998), Fußballspieler
- Roberto Pinheiro da Rosa (* 1998), Fußballspieler
- Brenner Alves Sabino (* 1999), Fußballspieler
- Isabel de Quadros (* 1999), Stabhochspringerin

## 21. Jahrhundert
- Mateus Cecchini Muller (* 2003), Fußballspieler